# Tricellaria scalariformis
Tricellaria scalariformis är en mossdjursart som beskrevs av Harmer 1926. Tricellaria scalariformis ingår i släktet Tricellaria och familjen Candidae. Inga underarter finns listade i Catalogue of Life.